# Dimethyldichlorsilan
Dimethyldichlorsilan je organická sloučenina křemíku se vzorcem Si(CH3)2Cl2. Za pokojové teploty jde o bezbarvou kapalinu, která reaguje s vodou za tvorby lineárních i cyklických Si–O řetězců. Vyrábí se průmyslově jako prekurzor dimethylkřemíkových sloučenin a polysilanů.

## Historie
První organokřemíkové sloučeniny popsali v roce 1863 Charles Friedel a James Crafts, kteří připravili tetraethylsilan z diethylzinku a chloridu křemičitého. Významný pokrok v organokřemíkové chemii ale nastal až tehdy, když Frederick Kipping se svými studenty začal experimentovat s diorganodichlorsilany (R2SiCl2), získanými reakcemi chloridu křemičitého s Grignardovými činidly; tento způsob přípravy ale narážel na řadu potíží.
Ve 30. letech 20. století vrostla s potřebou lepších izolátorů pro elektromotory a těsnicích materiálů pro letecké motory, poptávka po silikonech, takže bylo třeba najít účinnější způsob výroby dimethyldichlorsilanu. V letech 1941–1942 Eugene George Rochow a Richard Müller nezávisle na sobě našli takový způsob, který bylo možné využít v průmyslu. Tato syntéza, nazývaná Müllerův–Rochowův proces, spočívá v reakci elementárního křemíku s chlormethanem za přítomnosti měděného katalyzátoru.

## Výroba
Müllerova–Rochowova syntéza zahrnuje průchod chlormethanu přes zahřívanou trubici naplněnou křemíkem a chloridem měďným. V současnosti se křemík umisťuje do fluidního reaktoru a teplota bývá kolem 300 °C, jako katalyzátor slouží oxid měďný. Do reaktoru se poté přidá chlormethan a hlavním produktem je dimethyldichlorsilan.
2 CH3Cl + Si → (CH3)2SiCl2
Mechanismus reakce není znám, ovšem měď je pro její průběh nutná.
Vedle dimethyldichlorsilanu se vytváří také například CH3SiCl3, CH3SiHCl2 a (CH3)3SiCl, k jejich oddělení slouží frakční destilace. V následující tabulce jsou uvedeny výtěžky a teploty varu jednotlivých produktů.
| Produkt     | Výtěžek (%) | Teplota varu (°C) |
| ----------- | ----------- | ----------------- |
| (CH3)2SiCl2 | 80–90       | 70,0              |
| CH3SiCl3    | 5–15        | 65,7              |
| CH3SiHCl2   | 3–5         | 40,7              |
| (CH3)3SiCl  | 3–5         | 57,3              |

## Reakce
Dimethyldichlorsilan se hydrolyzuje za vzniku lineárních i cyklických silikonů, sloučenin obsahujících vazby Si–O. Délky řetězců těchto polymerů závisí na množství skupin schopných zastavit prodlužování řetězce, které se přidají do reakční směsi. Rychlost reakce určuje přesun reaktantů skrz rozhraní mezi vodnou a organickou fází; nejrychleji tedy probíhá za turbulentních podmínek. Reakční prostředí lze upravit tak, aby se vytvořilo co největší množství požadovaného produktu.
n(CH3)2SiCl2 + nH2O → [(CH3)2SiO]n + 2nHCl
m(CH3)2SiCl2 + (m+1)H2O → HO[Si(CH3)2O]mH + 2mHCl
Dimethyldichlorsilan reaguje s methanolem za tvorby dimethoxydimethylsilanů.
(CH3)2SiCl2 + 2CH3OH → (CH3)2Si(OCH3)2 + 2HCl
Přestože je hydrolýza dimethoxydimethylsilaů pomalejší, tak je vhodnější pro případy, kdy není žádoucí tvorba kyseliny chlorovodíkové jako vedlejšího produktu:
n(CH3)2Si(OCH3)2 + nH2O → [(CH3)2SiO]n + 2nCH3OH
Protože se dimethyldichlorsilan snadno hydrolyzuje, tak jej není možné skladovat na vzduchu. Tento nedostatek lze vyřešit přeměnou na méně reaktivní bis(dimethylamino)silan.
(CH3)2SiCl2 + 4HN(CH3)2 → (CH3)2Si[N(CH3)2]2 + 2H2N(CH3)2Cl
Další výhodou přeměny dimethyldichlorsilanu na bis(dimethylamino)silanový protějšek je tvorba střídavého polymeru po přidání disilanolového komonomeru.
n(CH3)2Si[N(CH3)2]2 + nHO(CH2)2SiRSi(CH2)2OH → [(CH3)2SiO(CH2)2SiRSi(CH2)2O]n + 2nHN(CH3)2
Sodík může být použit na polymerizaci dimethyldichlorsilanu za vzniku polysilanů obsahujících vazby Si–Si; tímto způsobem může být připraven mimo jiné dodekamethylcyklohexasilan:
6 (CH3)2SiCl2 + 12 M → ((CH3)2Si)6 + 12 MCl
Při reakci se také vytváří polydimethylsilan a dekamethylpentasilan. Vlastnosti vzniklého polymeru lze upravit přidáním různých dichlorsilanů, jako je Ph2SiCl2.
V organické syntéze se dimethyldichlorsilan (společně s difenyldichlorsilanem) používá jako chránicí skupina u geminálních diolů.

## Použití

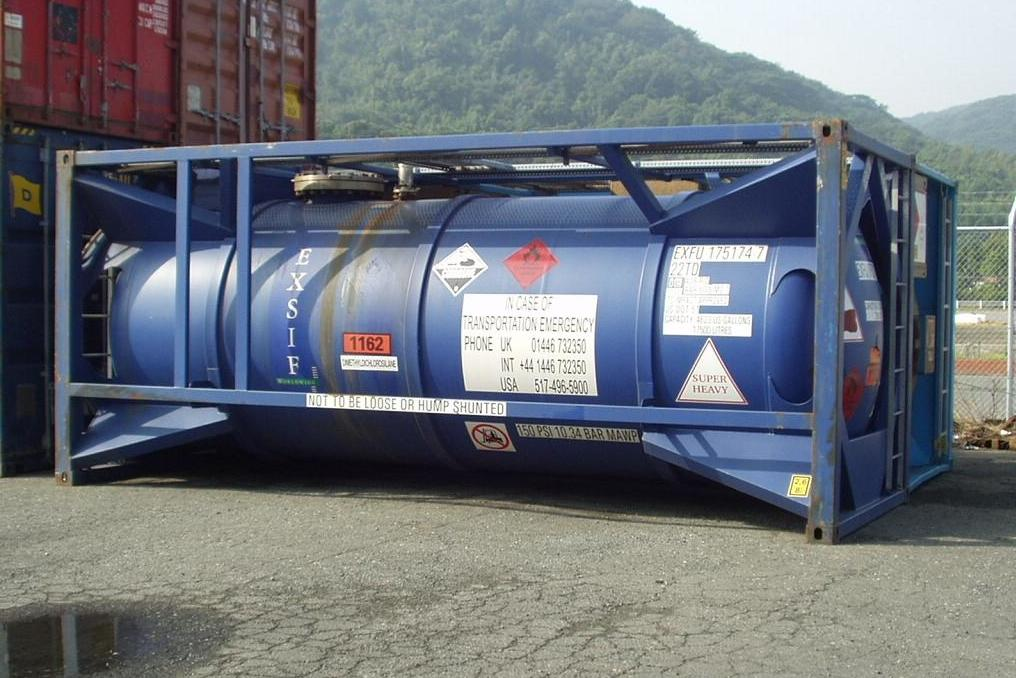
Nádoba obsahující dimethyldichlorsilan

Nejčastějším způsobem využití dimethyldichlorsilanu je výroba silikonů. Také slouží na výrobu polysilanů, z kterých následně vzniká karbid křemíku. Dichlordimethylsilan lze také nanést na sklo jako povlak, který brání adsorpci mikročástic.